# Anaplectella ornata
Anaplectella ornata är en kackerlacksart som beskrevs av Hanitsch 1929. Anaplectella ornata ingår i släktet Anaplectella och familjen småkackerlackor. Inga underarter finns listade i Catalogue of Life.